# Лох-Несс
Лох-Не́сс (англ. Loch Ness, гэльск. Loch Nis) — большое глубокое пресноводное озеро (лох) в Шотландии, растянувшееся на 36 км к юго-западу от Инвернесса.
Озеро широко известно в мире благодаря легенде о Лох-Несском чудовище. Существуют многочисленные коммерческие маршруты по озеру для туристов, желающих насладиться живописной природой и, возможно, увидеть мифического монстра.
Лох-Несс — это самый большой водоём на протяжении геологического разлома Грейт-Глен, проходящего с севера на юг от Инвернесса до Форт-Уильяма. Озеро является частью Каледонского канала, соединяющего западное и восточное морские побережья Шотландии.
Лох-Несс, как и многие другие озёра этой части Шотландии, ледникового происхождения. Озеро достаточно протяжённое и глубокое, при этом его вода очень мутная, вследствие высокого содержания торфа в грунте.
Лох-Несс занимает второе место по площади водной глади среди озёр Шотландии: она составляет 56 км². При этом по объёму воды оно занимает первое место, так как глубже других озёр. Запас пресной воды в озере больше, чем общий объём пресной воды на территории Англии и Уэльса. Максимальная глубина этого озера составляет 230 м.
Озеро является частью каскада гидроэлектростанций Фойерса, входящего в национальную энергосистему Великобритании.
На юго-западной оконечности, у города Форт-Огастус, расположен единственный остров озера. На озере есть и искусственные острова, так называемые кранноги.
На берегу озера есть музей Лох-Несского чудовища. В районе поселения Драмнадрокит — в центральной части озера, расположена станция Королевского национального общества спасания на водах (англ. RNLI). 
В годы Второй мировой войны озеро активно использовалось во внутреннем судоходстве как часть Каледонского канала для переброски грузов внутренним водным путём, который был намного безопаснее переходов морем. Так, в конце 1944 и в начале 1945 года по озеру прошли три отряда катеров-охотников за подводными лодками, переданных англичанами Советскому Союзу, с советскими экипажами.